# Kerrie Biddell
Kerrie Agnes Biddell (Kings Cross, 8 febbraio 1947 – 5 settembre 2014) è stata una cantante e insegnante australiana.

## Biografia
Kerrie Biddell ha iniziato la sua carriera musicale nel 1967 come corista di Dusty Springfield, diventando poi membro del gruppo  The Affair, che si è sciolto nel 1970. Negli anni 70 si è esibita in tournée con la Daly-Wilson Big Band, Dudley Moore, Cilla Black e Buddy Rich e ha intrapreso una carriera solista, piazzando due album, Kerrie Biddell e Only the Beginning, nella Kent Music Report e vincendo due ARIA Music Awards grazie al primo disco. Ha cantato la sigla di numerosi film e serie televisive, come Sons and Daughters, e nel 1992 ha ideato il one-woman-show Legends, interpretato anche da June Bronhill, Lorrae Desmond, Toni Lamond e Jeanne Little. Nel 2001 ha smesso di esibirsi dal vivo e ha continuato ad insegnare musica fino al 2014, anno della sua morte.

## Discografia

### Album in studio
- 1972 – The Exciting Daly-Wilson Big Band (con la Daly-Wilson Big Band)
- 1973 – Kerrie Biddell
- 1975 – Only the Beginning
- 1979 – Compared to What (con i Compared to What)
- 1992 – There Will Never Be Another You (con The Julian Lee Trio e Les Crosby)
- 1999 – The Signer